# Sandy Dennis
Sandra Dale "Sandy" Dennis (27. travnja 1937. – 2. ožujka 1992.), američka filmska, televizijska i kazališna glumica, dobitnica Oscara za najbolju sporednu glumicu (1966. godine). 

## Životopis
Sandy Dennis rođena je u Hastingsu, savezna država Nebraska. Odrasla je u Lincolnu, gdje je glumila u kazalištu. S 19 godina preselila se u New York.
Na televiziji je Sandy Dennis debitirala 1956. godine, ulogom u CBS-ovoj sapunici "Zvijezda vodilja" (Guiding Light). Prvu manju filmsku ulogu imala je 1961. godine u filmu Sjaj u travi (Splendor in the Grass). Veći uspjeh je ipak postizala ulogama u kazalištu. Dobila je nagradu Tony dvije godine zaredom, 1963. i 1964., za uloge u predstavama "A Thousand Clowns" i "Any Wednesday". Na vrhuncu slave bila je 1966. godine, kada je za ulogu alkoholičarke Honey u filmu Tko se boji Virginije Woolf? bila nagrađena Oscarom za najbolju sporednu glumicu.
Razlog manjeg broja filmskih uloga Sandy Dennis bio je i u naglašenom manirizmu njezine glume, primjerenijem kazalištu nego filmu.
Dennis je dugo godina živjela s jazz glazbenikom Gerryjem Mulliganom, a jedno vrijeme i s glumcem Ericom Robertsom, bratom Julije Roberts, koji je od nje bio mlađi dvadesetak godina.
Sandy Dennis umrla je u 55. godini života od raka jajnika.

## Vanjske poveznice
- Sandy Dennis u internetskoj bazi filmova IMDb-u (engl.)
- Zaklada Sandy Dennis  Arhivirana inačica izvorne stranice od 2. travnja 2006. (Wayback Machine)